# Journal of Magnetic Resonance
Pour les articles homonymes, voir JMR.
Journal of Magnetic Resonance (abrégé en J. Magn. Reson. ou JMR) est une revue scientifique à comité de lecture qui publie articles de revue dans le domaine des techniques de résonance magnétique nucléaire.
D'après le Journal Citation Reports, le facteur d'impact de ce journal était de 2.432 en 2016. Actuellement, le directeur de publication est L. Frydman (Weizmann Institute of Science, Israël).

## Histoire
Au cours de son histoire, le journal a plusieurs fois changé de nom :
- Journal of Magnetic Resonance, 1969-1992  (ISSN 0022-2364)[3]
- Journal of Magnetic Resonance, Series A, 1993-1996  (ISSN 1064-1858)[4]
- Journal of Magnetic Resonance, Series B, 1993-1996  (ISSN 1096-0872)[5]
- Journal of Magnetic Resonance, 1997-en cours  (ISSN 1090-7807)